# Poitevin (Hunderasse)
Der Poitevin ist eine von der FCI anerkannte französische Hunderasse (FCI-Gruppe 6, Sektion 1.1, Standard Nr. 24).

## Herkunft und Geschichtliches
Entstanden sind die Vorläufer dieser Rasse um 1692, als der Marques de Larre Fuchshunde mit einheimischen Laufhundschlägen kreuzte. Als Meutehund bewährte er sich hervorragend. Als Wolfsjäger wurde sein Mut bewundert, seine Schnelligkeit und seine Nase. Die meisten der ursprünglichen Poitevins wurden während der Französischen Revolution getötet. Fünfzig Jahre später vernichtete eine Tollwutepidemie die überlebenden Meuten. Mit Hilfe des English Foxhound wurde die Rasse rekonstruiert.

## Beschreibung
Der Poitevin ist ein bis 72 cm großer Jagdhund, dreifarbig, mit schwarzem Mantel oder großen schwarzen Flecken; selten weiß und orange (zweifarbig) oder wolfsfarben. Das Fell der Hunde ist kurz und glänzend. Die Ohren sind etwas tief angesetzt, feinledrig, halblang und leicht eingedreht.